# Willye White
Willye Brown White, ameriška atletinja, * 31. december 1929, Money, Misisipi, ZDA, † 6. februar 2007, Chicago, ZDA.
Nastopila je na poletnih olimpijskih igrah v letih 1956, 1960, 1964, 1968 in 1972, osvojila je srebrni medalji v skoku v daljino leta 1956 in štafeti 4x100 m leta 1964. Na panameriških igrah je osvojila zlato in bronasto medaljo v skoku v daljino. Dvakrat je z ameriško štafeto postavila svetovni rekord v štafeti 4 x 100 m, v leti 1961 in 1964.